# Министерство внутренних дел Румынии
Министерство внутренних дел (рум. Ministerul Afacerilor Interne) является одним из девятнадцати министерств правительства Румынии. Действующий министр — Кэтэлин Предою.

## История
- 1944 Министерство внутренних дел
- 2004 Министерство администрации и внутренних дел
- 2007 Министерство  внутренних дел и административной реформы
- 2008 Министерство администрации и внутренних дел.

## Подчиненные ведомства
- Полиция Румынии
- Румынская инспекция по чрезвычайным ситуациям
- Пограничная полиция Румынии
- Румынская жандармерия
- Румынский национальный архив
- Главное управление по безопасности и внутренней разведке
- Главного управление по борьбе с коррупцией
- Спец авиационный отряд